# Sackboy: A Big Adventure
Sackboy: A Big Adventure — видеоигра для платформ PlayStation 4, PlayStation 5 и Windows. Спин-офф серии игр LittleBigPlanet. Проект был анонсирован компанией Sony 11 июня 2020 года. Релиз состоялся 12 ноября 2020 г. в Северной Америке и Океании и 19 ноября 2020 г. по всему миру. В целом игра была положительно воспринята критиками.

## Геймплей
Sackboy: A Big Adventure — 3D-платформер, в отличие от предыдущих игр вселенной LittleBigPlanet, выполненных в стиле 2.5D.. Есть возможность играть вместе до четырёх человек. Главным героем выступает Сэкбой, как и в предыдущих частях серии.

## Сюжет
Мирное существование тряпичных человечков в очередной раз омрачено, на этот раз появлением Векса, огромного тряпичного злодея, похитившего всех жителей Крафтворлда с целью постройки Хаосинатора — машины, которая должна распространять зло и хаос.

## Разработка
Sackboy: A Big Adventure была разработана Sumo Digital, которая ранее занималась разработкой LittleBigPlanet 3, и издана Sony Interactive Entertainment. Это последняя игра из серии LittleBigPlanet на данный момент.

## Реакция
| Сводный рейтинг    | Сводный рейтинг           |
| Агрегатор          | Оценка                    |
| ------------------ | ------------------------- |
| Metacritic         | 83/100 (PS4) 79/100 (PS5) |
| Иноязычные издания |                           |
| Издание            | Оценка                    |
| Destructoid        | 8/10                      |
| Edge               | 6/10                      |
| Famitsu            | 35/40                     |
| GamesRadar+        | [ 13 ]                    |
| IGN                | 8/10                      |

По данным агрегатора обзоров Metacritic, игра Sackboy: A Big Adventure получила «в целом положительные отзывы».

### Награды
| Год  | Награда                                       | Категория                  | Итог      | Источник      |
| ---- | --------------------------------------------- | -------------------------- | --------- | ------------- |
| 2021 | Премия Британской Академии в области видеоигр | Британская игра            | Победа    | [ 15 ] [ 16 ] |
| 2021 | Премия Британской Академии в области видеоигр | Семейная игра              | Победа    | [ 15 ] [ 16 ] |
| 2021 | Премия Британской Академии в области видеоигр | Многопользовательская игра | Номинация | [ 15 ] [ 16 ] |
| 2021 | Премия Британской Академии в области видеоигр | Музыка                     | Номинация | [ 15 ] [ 16 ] |

### Комментарии
1. ↑  На основе 8 отзывов.[8]
2. ↑  На основе 76 отзывов.[9]